# Tuvalu címere

Tuvalu címere

Tuvalu címere egy aranyszegélyű pajzsot ábrázol, amit a szélén nyolc kagyló és nyolc banánlevél díszít. A pajzs belsejében egy kunyhó látható a kék ég alatt, a zöld mezőn. A táj alatt látható stilizált kék és arany hullámok az óceánt jelképezik.
A pajzs alatti szalagon a tuvalui felirat: Tuvalu mo te Attue (Tuvalu a Mindenhatóért), ami ráadásul Tuvalu himnuszának kezdő sora.